# Route I/13 (Slovaquie)
Pour les articles homonymes, voir I13 et Route 13.
La I/13 (en slovaque : cesta I. triedy 13) est une route slovaque de première catégorie reliant Veľký Meder à la frontière hongroise. Elle mesure 11,4 km. Elle fait partie de la route européenne 575.

## Tracé
- Région de Trnava
  - Veľký Meder
  - Čiližská Radvaň
  - Medveďov
- Hongrie 14